# Стендап под прикрытием
«Стендап под прикрытием» — российский комедийный фильм режиссёра Олега Асадулина.
Премьера состоялась 4 февраля 2021 года. Телевизионная премьера фильма состоялась 15 марта 2022 года на телеканале ТНТ.

## Сюжет
Светлана Артюхова — сотрудник полиции без чувства юмора, которая вынуждена внедриться в шоу стендап-комиков, чтобы выявить наркоторговца.

## В ролях
| Актёр              | Роль                                 |
| ------------------ | ------------------------------------ |
| Валентина Мазунина | Света Артюхова                       |
| Кирилл Нагиев      | Илья                                 |
| Зоя Бербер         | Алла                                 |
| Владимир Яглыч     | Прокаев                              |
| Антон Жижин        | Митя                                 |
| Ренат Мухамбаев    | Серек                                |
| Михаил Тройник     | водитель, потенциальный парень Светы |
| Владимир Епифанцев | наркоторговец                        |
| Ефим Шифрин        | криминальный авторитет               |
| Артём Немов        | Артём                                |
| Ирина Безряднова   | Ира                                  |
| Олег Комаров       | отец Артёма                          |
| Владимир Стержаков | заместитель министра МВД             |

## Создание
Съёмки проходили с середины лета по начало осени 2020 года. 28 сентября 2020 года был опубликован трейлер фильма.
Саундтрек для фильма написал Евгений Рудин (DJ Грув).